# Élection à la direction du Parti travailliste britannique de 2010
L'élection à la direction du Parti travailliste de 2010 a eu lieu en 2010 pour élire le chef du Parti travailliste. Les élections générales de 2010 ont abouti à un parlement sans majorité, une situation inédite depuis février 1974. Les conservateurs et les libéraux-démocrates négocient une coalition dans la mesure où Nick Clegg, le chef des LibDem souhaite discuter en premier avec le parti arrivé en tête. Gordon Brown se dit prêt à négocier avec les libéraux-démocrates dans le cas d'un échec des négociations avec les conservateurs. Des négociations commencent entre les travaillistes et les libéraux-démocrates le 10 mai. Gordon Brown annonce alors sa démission du poste de chef du parti pour l'automne afin de favoriser un potentiel accord. Cependant, les conservateurs et les libéraux-démocrates annoncent être parvenus à un accord le lendemain et David Cameron devient premier ministre en coalition avec les LibDem. Gordon Brown quitte le 10 Downing Street et Harriet Harman le remplace par intérim à la tête du parti.
Pour participer au scrutin il faut le soutien de 12,5 % des députés travaillistes soit 33 parlementaires (les travaillistes ont 258 députés mais Eric Illsley a été suspendu, il n'y a donc 257 soutiens possibles). 
Il y a cinq candidats : Ed Miliband, David Miliband, Ed Balls, Andy Burnham et Diane Abbott. John McDonnell s'est retiré faute de soutiens suffisants pour pouvoir se présenter.

## Résultats

### Premier tour
| Candidat | Candidat                 | Députés/ Députés européens (33,3 %) | Députés/ Députés européens (33,3 %) | Adhérents du parti (33,3 %) | Adhérents du parti (33,3 %) | Soutiens affiliés (33,3 %) | Soutiens affiliés (33,3 %) | Total |
| Candidat | Candidat                 | Voix                                | %                                   | Voix                        | %                           | Voix                       | %                          | %     |
| -------- | ------------------------ | ----------------------------------- | ----------------------------------- | --------------------------- | --------------------------- | -------------------------- | -------------------------- | ----- |
|          | David Miliband           | 111                                 | 41,7                                | 55 905                      | 44,1                        | 58 189                     | 27,5                       | 37,8  |
|          | Ed Miliband              | 84                                  | 31,6                                | 37 980                      | 29,9                        | 87 585                     | 41,5                       | 34,3  |
|          | Ed Balls                 | 40                                  | 15,0                                | 12 831                      | 10,1                        | 21 618                     | 10,2                       | 11,8  |
|          | Andy Burnham             | 24                                  | 9,0                                 | 10 844                      | 8,5                         | 17 904                     | 8,5                        | 8,7   |
|          | Diane Abbott ( éliminée) | 7                                   | 2,6                                 | 9 314                       | 7,3                         | 25 938                     | 12,3                       | 7,4   |

### Deuxième tour
| Candidat | Candidat                | Députés/ Députés européens (33,3 %) | Députés/ Députés européens (33,3 %) | Adhérents du parti (33,3 %) | Adhérents du parti (33,3 %) | Soutiens affiliés (33,3 %) | Soutiens affiliés (33,3 %) | Total |
| Candidat | Candidat                | Voix                                | %                                   | Voix                        | %                           | Voix                       | %                          | %     |
| -------- | ----------------------- | ----------------------------------- | ----------------------------------- | --------------------------- | --------------------------- | -------------------------- | -------------------------- | ----- |
|          | David Miliband          | 111                                 | 42,0                                | 57 128                      | 45,2                        | 61 336                     | 29,4                       | 38,9  |
|          | Ed Miliband             | 88                                  | 33,3                                | 42 176                      | 33,4                        | 95 335                     | 45,7                       | 37,5  |
|          | Ed Balls                | 41                                  | 15,5                                | 14 510                      | 11,5                        | 26 441                     | 12,7                       | 13,2  |
|          | Andy Burnham ( éliminé) | 24                                  | 9,1                                 | 12 498                      | 9,9                         | 25 528                     | 12,2                       | 10,4  |

### Troisième tour
| Candidat | Candidat            | Députés/ Députés européens (33,3 %) | Députés/ Députés européens (33,3 %) | Adhérents du parti (33,3 %) | Adhérents du parti (33,3 %) | Soutiens affiliés (33,3 %) | Soutiens affiliés (33,3 %) | Total |
| Candidat | Candidat            | Voix                                | %                                   | Voix                        | %                           | Voix                       | %                          | %     |
| -------- | ------------------- | ----------------------------------- | ----------------------------------- | --------------------------- | --------------------------- | -------------------------- | -------------------------- | ----- |
|          | David Miliband      | 125                                 | 47,3                                | 60 375                      | 48,2                        | 66 889                     | 32,6                       | 42,7  |
|          | Ed Miliband         | 96                                  | 36,4                                | 46 697                      | 37,3                        | 102 882                    | 50,1                       | 41,3  |
|          | Ed Balls ( éliminé) | 43                                  | 16,3                                | 18 114                      | 14,5                        | 35 512                     | 17,3                       | 16,0  |

### Quatrième tour
| Candidat | Candidat           | Députés/ Députés européens (33,3 %) | Députés/ Députés européens (33,3 %) | Adhérents du parti (33,3 %) | Adhérents du parti (33,3 %) | Soutiens affiliés (33,3 %) | Soutiens affiliés (33,3 %) | Total |
| Candidat | Candidat           | Voix                                | %                                   | Voix                        | %                           | Voix                       | %                          | %     |
| -------- | ------------------ | ----------------------------------- | ----------------------------------- | --------------------------- | --------------------------- | -------------------------- | -------------------------- | ----- |
|          | Ed Miliband ( élu) | 122                                 | 46,6                                | 55 992                      | 45,6                        | 119 405                    | 59,8                       | 50,7  |
|          | David Miliband     | 140                                 | 53,4                                | 66 814                      | 54,4                        | 80 266                     | 40,2                       | 49,3  |